# Дунець Михайло Михайлович
Михайло Михайлович Дунець (нар.3 листопада 1950, Хмельницький, Хмельницька область) — радянський футболіст, захисник. Радянський та український тренер.

## Кар'єра гравця
Вихованець хмельницького «Динамо». Дебютував у дорослому футболі в складі красилівського «Случа» у 17 років. У 1972-1973 роках захищає кольори вітебської «Двіни». Потім виступав за клуб «Балтика» (Калінінград) і аматорську команду «Труд» з Шевченка. У віці 26 років закінчив свою кар'єру в «Спартаку» з Семипала́тинська.
| Сезон | Ліга   | Клуб                       | Ігри | Голи |
| ----- | ------ | -------------------------- | ---- | ---- |
| 1967  | клас Б | «Динамо» (Хмельницький)    | 0    | 0    |
| 1968  | КФК    | «Случ» Красилів            | ?    | ?    |
| 1969  | КФК    | «Случ» Красилів            | ?    | ?    |
| 1970  | КФК    | «Старт» Орша               | ?    | ?    |
| 1971  | КФК    | «Старт» Орша               | ?    | ?    |
| 1972  | 2 ліга | «Двіна» (Вітебськ)         | 32   | 0    |
| 1973  | 2 ліга | «Двіна» (Вітебськ)         | 31   | 0    |
| 1974  | 2 ліга | «Балтика» (Калінінград)    | 7    | 0    |
| 1975  | КФК    | «Труд» (Шевченко)          | ?    | ?    |
| 1976  | 2 ліга | «Спартак» (Семипала́тинськ) | ?    | ?    |

## Тренерська кар'єра
У 1978 році став футбольним тренером, коли наставник хмельницького «Поділля» Володимир Онисько запропонував попрацювати в його штабі. Потім молодого тренера Володимир Васильович порекомендував голові підгаєцького колгоспу Івану Потупі. Так Дунець опинився у Підгайцях, де тренував аматорську команду «Нива» (Підгайці). У 1980 році на чолі підгаєцької команди здобув Кубок УРСР серед КФК. В наступному сезоні разом з гравцями Ігорем Біскупом, Ігорем Яворським, Петром Прядуном та Романом Мацюпою перейшов на роботу до Хмельницького. У 1982 році пішов у «Колос» (Павлоград), після чого повернувся в «Ниву», яка переїхала до Тернополя. Потім тренував колективи «Десну» (Чернігів) та «Зорю» (Бєльці). У 1992 році був асистентом головного тренера в криворізькому «Кривбасі». У 1993-1994 роках працював головним тренером у «Вересі» (Рівне). Потім у 1994 році (1 коло) тренував рідне «Поділля» (Хмельницький). З весни 1998 року працював тренером-селекціонером  в «Чорноморці» (Одеса). У квітні 1999 року тренує «Полісся» (Житомир). У кінці 90-х років XX століття працював у Швеції з аматорськими клубами «Оршольшвіг» та «Крамфорс». У січні 2003 року він був запрошений в тренерський штаб «Карпат» (Львів), де він очолював другу команду. Тоді чотири роки провів у Швеції, де вивів місцевий «Юнселе» з третьої ліги в другу. Потім тренував одного з лідерів другої ліги, «Фріска Вільор».  У першій половині 2007 року очолював молдовську «Олімпію» (Бєльці), а потім повернувся до Швеції, де тренував п'ятилігову команду. У грудні 2007 року був призначений головним тренером «Кримтеплиці» (Молодіжне), а в серпні 2008 року «Комунальника» (Луганськ). У лютому 2009 року отримав пропозицію вдруге очолити «Десну» (Чернігів). У серпні 2011 року він очолив клуб Динамо-Хмельницький, але в вересні він був звільнений із займаної посади.
У липні 2012 року став старшим тренером тернопільської «Ниви».